# Nati nel 1764
| Questa pagina contiene informazioni ricavate automaticamente dalle voci biografiche con l'ausilio del template Bio e di un bot. L'aggiornamento è periodico e automatico e ricostruisce completamente la pagina. Se manca una persona in questa lista, sei pregato di non aggiungerla, ma accertati piuttosto che la sua voce biografica contenga il template Bio e che i dati anagrafici siano correttamente compilati. Se il template Bio manca, inseriscilo tu stesso o, in alternativa, metti l'avviso {{tmp\|Bio}} che ne segnala la mancanza. Se i dati riportati sono sbagliati, correggi direttamente la voce biografica; le modifiche saranno visibili in questa lista entro pochi giorni. Per chiarimenti vedi il progetto biografie. La lista contiene solo le 203 persone che sono citate nell'enciclopedia e per le quali è stato implementato correttamente il template Bio. Pagina aggiornata al 10 ago 2025. |

## Gennaio(10)
- 1º gennaio - Pierre Guillaume Gratien, militare francese († 1814)
- 17 gennaio - Maria Carolina di Savoia, principessa († 1782)
- 18 gennaio - Charles Alain de Rohan, nobile francese († 1836)
- 22 gennaio - Ignazio Michelotti, ingegnere e architetto italiano († 1846)
- 24 gennaio - Étienne-Jean-François Borderies, vescovo cattolico, teologo e letterato francese († 1832)
- 28 gennaio - George Gordon, nobile scozzese († 1791)
- 29 gennaio - Marino Carafa di Belvedere, cardinale italiano († 1830)
- 29 gennaio - Gurdon Saltonstall Mumford, politico statunitense († 1831)
- 30 gennaio - Alessandro Maggiori, collezionista d'arte, scrittore e critico d'arte italiano († 1834)
- 31 gennaio - Domenico Scinà, fisico e storico italiano († 1837)

## Febbraio(12)
- 3 febbraio - Ludovico Baille, storico e bibliotecario italiano († 1839)
- 6 febbraio - Simone Évrard, rivoluzionaria francese († 1824)
- 8 febbraio - Giovanni Amoretti, incisore italiano († 1849)
- 8 febbraio - Rudolf Cederström, ammiraglio svedese († 1833)
- 8 febbraio - Carlo Giuseppe Perrone di San Martino, nobile italiano († 1836)
- 10 febbraio - Luigi Schiavonetti, incisore italiano († 1810)
- 11 febbraio - Carl Constantin Christian Haberle, botanico, meteorologo e farmacologo austriaco († 1832)
- 14 febbraio - Domenico Vantini, architetto e pittore italiano († 1821)
- 15 febbraio - Jens Baggesen, poeta danese († 1826)
- 18 febbraio - Frantz Hohlenberg, ingegnere e militare danese († 1804)
- 18 febbraio - Otto Berend von Möller, ammiraglio russo († 1848)
- 28 febbraio - Luisa Sanfelice, nobildonna italiana († 1800)

## Marzo(17)
- 4 marzo - Paolo Balsamo, abate, agronomo e economista italiano († 1816)
- 5 marzo - Heinrich Grenser, tedesco († 1813)
- 6 marzo - Vincenzo Tommaso Pirattoni, vescovo cattolico italiano († 1839)
- 8 marzo - Carlo Andrea Pozzo di Borgo, diplomatico e politico italiano († 1842)
- 12 marzo - Charles Philip Yorke, politico e ammiraglio britannico († 1834)
- 13 marzo - Charles Grey, II conte Grey, nobile e politico britannico († 1845)
- 13 marzo - Candida Lena Perpenti, scienziata, botanica e biologa italiana († 1846)
- 14 marzo - Giuseppe Taverna, educatore e religioso italiano († 1850)
- 17 marzo - William Pinkney, politico e diplomatico statunitense († 1822)
- 17 marzo - Stefano Sanvitale, politico e filantropo italiano († 1838)
- 18 marzo - Francesco Maria Pandolfi Alberici, cardinale italiano († 1835)
- 21 marzo - Paku Alam I, sovrano indonesiano († 1829)
- 21 marzo - Giuseppe Benedetto Tornielli, politico italiano († 1846)
- 24 marzo - Charles Bretagne Marie de La Trémoille, militare francese († 1839)
- 25 marzo - Vasilij Aleksandrovič Paškov, nobile e politico russo († 1838)
- 28 marzo - Nikolaj Petrovič Rezanov, politico e esploratore russo († 1807)
- 29 marzo - Bartolomeo Carrea, scultore italiano († 1839)

## Aprile(19)
- 1º aprile - Barbara Krafft, pittrice austriaca († 1825)
- 1º aprile - Benjamin Outram, ingegnere britannico († 1805)
- 1º aprile - Honoré Riouffe, politico francese († 1813)
- 3 aprile - John Abernethy, anatomista e chirurgo britannico († 1831)
- 3 aprile - Franz Carl Mertens, botanico tedesco († 1831)
- 8 aprile - Sophie de Condorcet, scrittrice e traduttrice francese († 1823)
- 11 aprile - François Topino-Lebrun, pittore e rivoluzionario francese († 1801)
- 13 aprile - Laurent de Gouvion-Saint-Cyr, generale e nobile francese († 1830)
- 13 aprile - Giacomo Guardi, pittore italiano († 1835)
- 14 aprile - Giuseppe Pietro Bagetti, pittore e architetto italiano († 1831)
- 14 aprile - Firmin Didot, incisore francese († 1836)
- 15 aprile - Bonifacio Frigerio, politico italiano († 1838)
- 18 aprile - Ivan Michajlovič Dolgorukov, politico, poeta e drammaturgo russo († 1823)
- 20 aprile - Rudolph Ackermann, inventore e editore tedesco († 1834)
- 20 aprile - Jacob Radcliff, politico statunitense († 1844)
- 26 aprile - Joseph-Jacques Ramée, architetto francese († 1842)
- 27 aprile - Johann Friedrich Cotta, editore e politico tedesco († 1832)
- 29 aprile - Martin-Guillaume Biennais, orafo francese († 1843)
- 30 aprile - Luigi Ademollo, pittore italiano († 1849)

## Maggio(19)
- 1º maggio - Benjamin Latrobe, architetto e progettista britannico († 1820)
- 2 maggio - Friedrich von Gentz, politico e diplomatico prussiano († 1832)
- 3 maggio - Johann Wilhelm Meigen, entomologo tedesco († 1845)
- 3 maggio - Elisabetta di Borbone-Francia, nobildonna francese († 1794)
- 5 maggio - Robert Craufurd, militare britannico († 1812)
- 6 maggio - Carlo Bosellini, economista e giurista italiano († 1827)
- 7 maggio - Therese Huber, scrittrice tedesca († 1829)
- 13 maggio - Alain Joseph Dordelin, ammiraglio francese († 1836)
- 15 maggio - Claude Basire, politico francese († 1794)
- 15 maggio - Leonardo Correr, ammiraglio italiano († 1807)
- 17 maggio - Dmitrij Aleksandrovič Zubov, ufficiale russo († 1836)
- 18 maggio - Pietro Fancelli, pittore e scenografo italiano († 1850)
- 20 maggio - Michele Bassi, politico italiano († 1819)
- 20 maggio - Johann Gottfried Schadow, scultore tedesco († 1850)
- 26 maggio - Edward Livingston, giurista, statistico e politico statunitense († 1836)
- 26 maggio - Leopold Trattinnick, botanico e micologo austriaco († 1849)
- 29 maggio - Jean-Henri Levasseur, violoncellista e compositore francese († 1826)
- 30 maggio - Dmitrij L'vovič Naryškin, nobile russo († 1838)
- 30 maggio - Alessandro Pellizzaroli-Vecellio, politico e diplomatico italiano († 1851)

## Giugno(8)
- 5 giugno - Georg Friedrich Hildebrandt, chimico, anatomista e farmacista tedesco († 1816)
- 19 giugno - José Gervasio Artigas, militare e politico uruguaiano († 1850)
- 19 giugno - John Barrow, scrittore e esploratore inglese († 1848)
- 19 giugno - Joseph Xaver von Stutterheim, militare austriaco († 1831)
- 21 giugno - William Sidney Smith, ammiraglio inglese († 1840)
- 22 giugno - François-Étienne Damas, generale francese († 1828)
- 23 giugno - Gabriel-Marie Legouvé, drammaturgo francese († 1812)
- 29 giugno - Maximilian von Merveldt, generale e diplomatico austriaco († 1815)

## Luglio(17)
- 3 luglio - Guglielmina Federica di Württemberg, duca († 1817)
- 4 luglio - Antonio Gonzales, organista e compositore italiano († 1830)
- 5 luglio - János Lavotta, compositore ungherese († 1820)
- 5 luglio - Daniel Mendoza, pugile inglese († 1836)
- 9 luglio - Louis-Pierre Baltard, architetto e incisore francese († 1846)
- 9 luglio - Esteban Agustín Gascón, politico e giudice argentino († 1824)
- 9 luglio - Ann Radcliffe, scrittrice britannica († 1823)
- 11 luglio - Belisario Cristaldi, cardinale italiano († 1831)
- 12 luglio - Francesco Luigi Fanzago, medico italiano († 1836)
- 12 luglio - Charles Thévenin, pittore francese († 1838)
- 13 luglio - Stanislao Sanseverino, cardinale italiano († 1826)
- 18 luglio - Antonio Caccianino, matematico e ingegnere italiano († 1838)
- 19 luglio - Juan José Castelli, rivoluzionario e politico argentino († 1812)
- 19 luglio - Christoph Mrongovius, scrittore, filosofo e linguista polacco († 1855)
- 22 luglio - Paolino Caliari, pittore italiano († 1835)
- 25 luglio - Giacomo Asinari di Bernezzo, militare italiano († 1837)
- 27 luglio - John Thelwall, giornalista e poeta britannico († 1834)

## Agosto(17)
- 1º agosto - Ann Willing, politica statunitense († 1801)
- 7 agosto - Elihu Palmer, scrittore statunitense († 1806)
- 13 agosto - Louis Baraguey d'Hilliers, generale francese († 1813)
- 14 agosto - John Dubois, vescovo cattolico francese († 1842)
- 15 agosto - Giuseppe Gaetano Rignon, politico italiano († 1837)
- 16 agosto - Filippo Cammarano, commediografo e attore teatrale italiano († 1842)
- 17 agosto - Éloi Labarre, architetto francese († 1833)
- 20 agosto - Samuel Latham Mitchill, medico, naturalista e politico statunitense († 1831)
- 21 agosto - Gebhard Johan Achaz von Alvensleben, librettista e drammaturgo tedesco († 1840)
- 21 agosto - Bernhard Galura, vescovo cattolico tedesco († 1856)
- 22 agosto - Joseph Abel, pittore tedesco († 1818)
- 22 agosto - Charles Percier, architetto francese († 1838)
- 26 agosto - Nicola Onorati, religioso e agronomo italiano († 1822)
- 27 agosto - Agostino Lippi, fantino italiano († 1818)
- 28 agosto - Sarah Child, nobildonna inglese († 1793)
- 28 agosto - Marie-Joseph Chénier, poeta, drammaturgo e politico francese († 1811)
- 31 agosto - Johan August Sandels, militare e politico svedese († 1831)

## Settembre(13)
- 2 settembre - Georg Ludwig Hartig, botanico tedesco († 1837)
- 5 settembre - Henriette Herz, scrittrice tedesca († 1847)
- 7 settembre - Pierre Lorillard II, imprenditore statunitense († 1843)
- 11 settembre - Valentino Fioravanti, compositore italiano († 1837)
- 15 settembre - Paolo Francesco Parenti, compositore italiano († 1821)
- 17 settembre - Carlo Emanuele Alfieri di Sostegno, militare e diplomatico italiano († 1844)
- 17 settembre - John Goodricke, astronomo inglese († 1786)
- 17 settembre - Berek Joselewicz, militare polacco († 1809)
- 18 settembre - Mauro Gandolfi, pittore italiano († 1834)
- 22 settembre - Carl Fredrik Fallén, botanico, entomologo e compositore svedese († 1830)
- 24 settembre - Joseph Marie Dessaix, generale francese († 1834)
- 25 settembre - Fletcher Christian, ufficiale inglese († 1793)
- 27 settembre - Girolamo Arganini, architetto italiano († 1839)

## Ottobre(10)
- 6 ottobre - Johann Gottfried Ebel, scrittore e geologo svizzero († 1830)
- 6 ottobre - Carlos Frederico Lecor, generale e politico portoghese († 1836)
- 13 ottobre - Luisa di Stolberg-Gedern, principessa († 1828)
- 20 ottobre - Francesco Canali, cardinale e arcivescovo cattolico italiano († 1835)
- 20 ottobre - Antonio Maria De Luca, patriota e presbitero italiano († 1828)
- 21 ottobre - Charles Alten, generale tedesco († 1840)
- 23 ottobre - Gabriele Manthoné, generale e patriota italiano († 1799)
- 24 ottobre - Dorothea Schlegel, scrittrice e traduttrice tedesca († 1839)
- 28 ottobre - Luca de Samuele Cagnazzi, politico e scienziato italiano († 1852)
- 29 ottobre - Jean Baptiste Gridaine, presbitero francese († 1833)

## Novembre(11)
- 1º novembre - Andrea Pignatelli di Cerchiara, militare italiano († 1833)
- 2 novembre - Benedetto Cappelletti, cardinale e vescovo cattolico italiano († 1834)
- 4 novembre - Philippe-François-Joseph Le Bas, politico francese († 1794)
- 10 novembre - Lorenzo Crico, presbitero italiano († 1835)
- 10 novembre - Andrés Manuel del Río, scienziato, chimico e geologo messicano († 1849)
- 17 novembre - Return Jonathan Meigs, politico e militare statunitense († 1825)
- 22 novembre - Barbara von Krüdener, mistica e scrittrice tedesca († 1824)
- 23 novembre - Louis Lemoine, generale francese († 1842)
- 29 novembre - Percy Jocelyn, vescovo anglicano irlandese († 1843)
- 30 novembre - Abraham Girardet, incisore e disegnatore svizzero († 1823)
- 30 novembre - Franz Xaver Gerl, compositore e basso austriaco († 1827)

## Dicembre(17)
- 3 dicembre - Augusta di Brunswick-Wolfenbüttel, principessa († 1788)
- 3 dicembre - Mary Lamb, scrittrice inglese († 1847)
- 4 dicembre - Richard Bingham, politico irlandese († 1839)
- 5 dicembre - Philipp Karl Buttmann, filologo classico tedesco († 1829)
- 5 dicembre - Charles Duncombe, I barone Feversham, politico inglese († 1841)
- 7 dicembre - Claude-Victor Perrin, generale francese († 1841)
- 7 dicembre - Pierre Prévost, pittore francese († 1823)
- 9 dicembre - Charles Lennox, IV duca di Richmond, nobile, politico e militare britannico († 1819)
- 9 dicembre - Anton Mayer von Heldenfeld, generale austriaco († 1842)
- 16 dicembre - Ignaz Peter Marchal de Perclat, militare austriaco († 1823)
- 21 dicembre - Henri-François Delaborde, generale francese († 1833)
- 21 dicembre - Andrea Mazzarella, poeta, avvocato e patriota italiano († 1823)
- 22 dicembre - Matteo Correale, militare italiano († 1836)
- 22 dicembre - Pedro Inguanzo Rivero, cardinale e arcivescovo cattolico spagnolo († 1836)
- 24 dicembre - Heinrich Gustav Flörke, botanico tedesco († 1835)
- 24 dicembre - Giovan Battista Martinetti, architetto e ingegnere svizzero († 1830)
- 25 dicembre - Ferdinand August von Spiegel, arcivescovo cattolico tedesco († 1835)

## Senza giorno specificato(33)
- Nicasio Álvarez de Cienfuegos, poeta spagnolo († 1809)
- Antoine Ansiaux, pittore francese († 1840)
- Krikor Amira Balyan, architetto ottomano († 1831)
- Luigi Barilli, cantante italiano († 1824)
- John Bellenden Ker Gawler, botanico britannico († 1842)
- Adamo Bianchi, tenore italiano († 1836)
- Ferdinando Bonazzi, organista italiano († 1845)
- Luigi Cheluzzi, avvocato e diplomatico italiano († 1822)
- Isaac Cruikshank, illustratore britannico († 1811)
- Anna Vittoria Dolara, monaca cristiana, pittrice e poetessa italiana († 1827)
- Francis Drake, diplomatico inglese († 1821)
- André-Frédéric Eler, compositore, docente e musicologo francese († 1821)
- Vincenzo Fabrizi, compositore italiano
- Vincenzo Federici, compositore italiano († 1826)
- Pierre-Jean Garat, cantante francese († 1823)
- Charles Howard Hodges, pittore e incisore inglese († 1837)
- Friedrich Jacobs, filologo classico tedesco († 1847)
- Johann Georg Klinger, artigiano tedesco († 1806)
- Pëtr Petrovič Konovnicyn, nobile e generale russo († 1822)
- Julia Lubomirska, nobildonna polacca († 1794)
- Alexander Mackenzie, esploratore britannico († 1820)
- George Martin, ammiraglio britannico († 1847)
- John Mawe, mineralogista inglese († 1829)
- Niccolò Moretti, compositore e organista italiano († 1821)
- Giuseppina Quaglia Borghese, pittrice italiana († 1831)
- Juan Ramírez Orozco, militare spagnolo († 1852)
- Mathias Sommerhielm, politico norvegese († 1827)
- Josiah Tattnall, politico e generale statunitense († 1803)
- Teofilo III di Alessandria, arcivescovo ortodosso greco († 1833)
- Tomkyns Hilgrove Turner, militare e archeologo britannico († 1843)
- Mikiel Anton Vassalli, linguista, scrittore e editore maltese († 1829)
- Joachim von Dehn, matematico tedesco († 1816)
- Gustav Hugo, giurista tedesco († 1844)